# サイモン・エリオット
サイモン・ジョン・エリオット（Simon John Elliott、1974年6月10日- ）は、ニュージーランド・ウェリントン出身の同国代表のサッカー選手。

## 経歴

### セミプロ＆大学時代
ニュージーランドにいる間、幾つかのセミプロクラブに在籍。アメリカへ行く前は、高校のクラブでもプレーしていた。アメリカでは、スタンフォード大学のクラブに1年在籍。大学サッカーリーグでは、13ゴール12アシストを記録した。

### プロ時代
1999年5月にロサンゼルス・ギャラクシーへ入団する前にAリーグ (現 北米サッカーリーグ)のボストン・ブルドッグスに所属し、3試合出場した。2000年のCONCACAFチャンピオンズリーグでは、5ゴール5アシストを記録し優勝に貢献。自身はMVPに選ばれた。国内では、5シーズン在籍中に122試合に出場し10ゴール決めた。また、2001年にUSオープンカップ、2002年にMLSカップのタイトルを獲得した。
2004年1月、ドラフトでコロンバス・クルーへ移籍した。2005年、エリオットは全試合に出場したが、チームは最下位に終わった。
2005年7月のプレシーズン、フラムFCとの親善試合で監督クリス・コールマンの目に触れ、MLSのシーズン終了後の2006年1月にフリー移籍でフラムへ移籍した。2005-06シーズンの残りの期間で、リーグ戦12試合とカップ戦1試合にスタメン出場した。シーズン終了後の夏の間に脹脛の筋肉を損傷した。怪我の影響により2006-07シーズン通して試合に出ることは出来ず、リザーブの試合に数試合出場しただけだった。2008年5月、フラムが放出することを発表した。
2009年、エリオットはMLSに戻りサンノゼ・アースクエイクスと契約。2010年の開幕戦を前に放出された。
2010年11月にエリオットは、負傷で退団したオスカル・ロベルト・コルネーホの代わりに故郷のウェリントン・フェニックスに入団した。
2011年2月にMLSのトライアルを受け、9日にチーヴァス・USAに入団。シーズン終了後に契約も切れたためリ・エントリー・ドラフトを受けたが、どこからも選ばれず無所属になった。

### 代表
1995年2月21日のシンガポール代表戦、3-0の勝利でA代表デビューを飾った。2008年9月10日のニューカレドニア代表戦で50キャップ目を記録し、3-0の勝利で祝った。2002 FIFAワールドカップ・オセアニア予選やFIFAコンフェデレーションズカップ2003のフランス代表戦といった大舞台でもプレーした。北京オリンピックにライアン・ネルセンとクリス・キレンと共にオーバーエイジで参加した。FIFAコンフェデレーションズカップ2009のメンバーに選ばれた。
2010年5月10日、当時所属クラブが決まらず無所属だったが、2010 FIFAワールドカップの最終メンバー23人に選ばれた。

## 所属クラブ
- ウェリントン・ユナイテッド 1992
- ウェリントン・オリンピックAFC 1993-1995
- ミラマー・レンジャーズ 1996-1997
- ウェスタン・サバーブス 1997
- ボストン・ブルドッグス 1999
- ロサンゼルス・ギャラクシー 1999-2003
- コロンバス・クルー 2004-2005
- フラムFC 2006-2008
- サンノゼ・アースクエイクス 2009
- ウェリントン・フェニックスFC 2010
- クラブ・デポルティボ・チーヴァス・USA 2011

## 代表歴

### 出場大会
- ニュージーランド代表
  - 2010 FIFAワールドカップ

### 試合数
- 国際Aマッチ 68試合 6得点（1995年-2011年）[9]

| ニュージーランド代表 | 国際Aマッチ | 国際Aマッチ |
| 年                   | 出場        | 得点        |
| -------------------- | ----------- | ----------- |
| 1995                 | 9           | 1           |
| 1996                 | 6           | 1           |
| 1997                 | 9           | 1           |
| 1998                 | 0           | 0           |
| 1999                 | 0           | 0           |
| 2000                 | 7           | 3           |
| 2001                 | 6           | 0           |
| 2002                 | 2           | 0           |
| 2003                 | 6           | 0           |
| 2004                 | 3           | 0           |
| 2005                 | 0           | 0           |
| 2006                 | 0           | 0           |
| 2007                 | 0           | 0           |
| 2008                 | 2           | 0           |
| 2009                 | 9           | 0           |
| 2010                 | 8           | 0           |
| 2011                 | 1           | 0           |
| 通算                 | 68          | 6           |